# Rijksstad Rosheim
Rosheim was een tot de Boven-Rijnse Kreits behorende rijksstad binnen het Heilige Roomse Rijk.
Het gebied van Rosheim behoorde oorspronkelijk tot de abdij Hohenbourg. De politiek van keizer Frederik I om via de stichting van steden meer invloed in de Elzas te krijgen, maakte Rosheim vrijer van de abdij Hohenbourg. Keizer Frederik II maakte een eind aan de invloed van het prinsbisdom Straatsburg. In 1303 werd de stad vermeld als een vrije rijksstad. De stad sloot zich in 1354 aan bij de Tienstedenbond.
Het Verdrag van Münster van 1648 leverde de stad een onduidelijke status op: enerzijds gaf paragraaf 73 de landvoogdij Haguenau met de daarbij horende rechten over de stad aan Frankrijk, anderzijds verplichtte Frankrijk zich in paragraaf 87 om de rijksvrije status van de stad te respecteren. In 1674 bezette Lodewijk XIV van Frankrijk echter de rijksstad. Vervolgens werd de stad in het kader van de reunionspolitiek in 1680 door Frankrijk geannexeerd. In de Vrede van Rijswijk van 1697 erkenden de Europese mogendheden de inlijving van de rijksstad.